# Apologos
Apologos war eine antike Hafenstadt in Mesopotamien, im heutigen Irak. Es war ein wichtiger Hafen in der Charakene, der mehrmals bei antiken Autoren genannt wird. Die Stadt wurde unter den Sassaniden als Schad-Schabuhr neugegründet. In islamischer Zeit hieß sie al-Ubulla. Es handelt sich wahrscheinlich um das heutige Aschschar, dem Hafen von Basra. Ausgrabungen fanden bisher nicht statt.